# Peu
|  | Per a altres significats, vegeu «Peu (desambiguació)». |

Un peu és una estructura biològica i la part final de les extremitats inferior, emprada per a la locomoció que es troba en molts animals. Les seves característiques canvien d'un animal a un altre. Molts vertebrats que tenen cames també posseeixen peus situats en el seu extrem inferior. Per a aquests animals, el peu és una complexa estructura d'ossos, músculs i altres teixits connectius. La reflexologia tracta de guarir malalties tocant punts claus del peu.
El peu humà és una estructura mecànica forta i complexa que conté 26 ossos, 33 articulacions (20 de les quals són articulades activament) i més de cent músculs, tendons i lligaments.
Un estudi antropomètric de 1197 mascles caucàsics adults nord-americans (edat mitjana de 35,5 anys) va trobar que la longitud del peu d'un home era de 26,3 cm amb una desviació estàndard d'1,2 cm.
Els músculs que actuen sobre el peu es classifiquen com músculs extrínsecs, els que s'originen a la cara anterior, posterior o lateral de la cama, i els músculs intrínsecs, que s'originen a la cara dorsal o plantar del peu

## Forma del peu
Hi ha diverses formes bàsiques del peu segons els seus dits:
- Peu egipci: el dit gros és el més avançat, la forma del 62% de la població
- Peu grec: el dit índex és el més avançat (11% de la població)
- Peu quadrat: els primers dits tenen la mateixa longitud
- Peu pla:[5] els dits són regulars però la planta toca en massa part de la superfície a terra

## El peu a la cultura
El peu és una zona eròtica per al fetitxisme. En canvi, a la cultura xinesa es considera antiestètic, per això les noies joves i nenes se'ls embenaven per impedir-ne el creixement i ser més belles (vegeu embenat de peus). Un rastre similar es pot trobar al conte de la Ventafocs.
Rentar els peus per treure la pols del camí era un símbol d'hospitalitat clàssic que va ser reinterpretat pel cristianisme com un ritual de servei. A la cultura japonesa i a Europa del Nord és costum treure's el calçat del peu en entrar en una casa.